# Menye Lhee
Menye Lhee is een bestuurslaag in het regentschap Aceh Utara van de provincie Atjeh, Indonesië. Menye Lhee telt 497 inwoners (volkstelling 2010).